# 蔡家蓁
蔡家蓁（Kelly Tsai，1991年11月9日—），本名蔡幸芳。
台灣嘉義縣人，台灣女歌手，畢業於玄奘大學大眾傳播學系。
2021年以專輯《若是你 想欲了解我》首度入圍第32屆金曲獎最佳台語女歌手。
2023年以專輯《無礙》入圍第34屆金曲獎最佳台語女歌手。
2024年以專輯《彼个秘密》入圍第35屆金曲獎最佳台語女歌手。
2024年以《彼个秘密》專輯獲得全球音樂獎 (Global Music Awards)最佳女歌手與最佳MV兩項目的銀牌獎。

## 經歷
蔡家蓁生長於單親家庭，與媽媽同住於蔡幸芳。在五、六歲讀幼稚園時，跟隨媽媽到處去廟會、婚宴，以那卡西走唱，貼補家用，為了圓歌手夢，高中選擇就讀南強工商表演藝術科。
2010年7月31日，參與民視歌唱選秀節目明日之星Super Star初登場以〈傻孩子〉取得高分。
2010年8月21日，因洪國豪20關成功，隔週舉辦四搶二，二搶一衛冕賽其以A-Lin歌曲〈位置〉，獲得衛冕者寶座並被評審林秋離喻為最會唱歌的18歲女孩，是民視明日之星Super Star國語組20關衛冕總冠軍。此後與當時挑戰者鄭如儀數度交鋒，其間3次平分。
同年10月2日，在衛冕賽中演唱梁文音歌曲〈我不是你想像那麼勇敢〉過於緊張而落敗。
2011年重返挑戰，重獲國語組衛冕者寶座
2011年12月24日溫馨的聖誕夜再度挑戰梁文音歌曲，成為該節目第六位百萬關主
國語組第三位衛冕二十關的百萬關主，也是民視明日之星Super Star最年輕的百萬關主。
2015年，加入唯有音樂。
2018年，挑戰民視台灣那麼旺明星組。同年尾聲，與大藝娛樂簽約，成為時代創藝旗下歌手。
2019年，挑戰民視台灣那麼旺高手組，在衛冕十六關之際因唱片公司規劃宣傳個人首張專輯而宣佈退賽。
2019年7月11日發行個人首張專輯《美．即刻》。
2019年4月16日發行首張單曲「過生活」，同年11月12日和曹雅雯在西門河岸留言舉辦「她/她」音樂會。
2021年1月15日，與同門男歌手曾瑋中共同製作Podcast節目《給我5顆星》，每週三更新集數。
2021年入圍第32屆金曲獎最佳台語女歌手獎。
2021年11月27、28日，參與在TICC寶吉祥集團舉辦「CHAMPIONS」演唱會，與郭婷筠、陳怡婷、曾瑋中、郭忠祐、杜忻恬、賴慧如、彭正、方雅賢、顏伶安共同演出。
2022年2月12日，於台北CORNER MAX舉辦首場個人粉絲見面會。
2022年4月16日，出席台灣藝起發光促進協會於宜蘭縣立體育場體育館舉辦之「2022愛在四月天」大型公益演唱會，與2020年台灣原創流行音樂大獎得獎男歌手黃昺翔共同擔任洪一峰逝世十周年紀念舞台劇男女主角，為個人首場舞台劇。
2022年9月14日 白冰冰 邀請任白曉燕文教基金會25周年「燕兒慢飛」的演唱者
2023年5月27日參加音樂祭(節)「新北貢響海洋音樂祭」表演。
2023年7月1日入圍第34屆金曲獎最佳台語女歌手獎。
2023年9月16日擔任2023年世界金曲閩南語金曲盛典評審。
2023年10月16日出席WooleeX2024「The Neighbowrhood系列」台北時装周活動
2023年11月9日發行第四張專輯《彼个秘密》。
2023年12月20日擔任 陳國華 (音樂人) 電視音樂會表演嘉賓
2024年，於2月25日和 黃瀞怡同辦「Say yes,why」? 音樂會。
2024年4月28日出席Autumn/Winter品牌官方時装大秀台北時装周活動
2024年5月16日入圍第35屆金曲獎最佳台語女歌手。
2024年以《彼个秘密》專輯獲得全球音樂獎 (Global Music Awards)最佳女歌手與最佳MV兩項目的銀牌獎。
2024年8月24日擔任臺灣原創流行音樂大獎初審、複審和決賽的評審團(施文彬、江惠儀、蔡家蓁、紀衍佑)
2024年8月28日擔任《安美諾美白修護霜》代言人
2024年9月14日加入 超級冰冰Show 主持群
2024年11月15日 柯大堡 演唱會《甲辰年最大科》擔任演唱嘉賓
2024年11月16日《 蕭煌奇 Good Show巡迴演唱會》擔任演唱嘉賓
2024年《國泰藝能大賞-總決賽 Run Down》擔任評審團（陳子鴻、林隆璇、包小松、蔡家蓁、卓義峯）

## 音樂作品

### 單曲
|    | 專輯名稱             | 唱片公司     | 發行日期                  | 曲目                    |
| 1. | 《星塵》             | 唯有音樂     | 2015年12月24日 (數位發行) | 歌名 1.星塵             |
| 2. | 《我想念你歪嘴的笑》 | 唯有音樂     | 2017年12月29日 (數位發行) | 歌名 1.我想念你歪嘴的笑 |
| 3. | 《思念成刺》         | 唯有音樂     | 2018年11月5日 (數位發行)  | 歌名 1.思念成刺         |
| 4. | 《過生活》           | 浪Live(發行) | 2019年4月19日 (數位發行)  | 歌名 1.過生活           |

### 專輯
|    | 專輯名稱              | 唱片公司 | 發行日期       | 曲目 |
| 1. | 《美．即刻》          | 時代創藝 | 2019年7月11日  | 歌名 1. 魔術表演 2. 玻璃鞋 ft.陳零九 3. 真的太想你 4. 末日 5. 心裡有數 6. 卡緊咧 ft.浩角翔起 7. 就算無做伙 8. 灰色獨白 9. 因為我佮意 10. 起點                         |
| 2. | 《若是你 想欲了解我》 | 時代創藝 | 2020年10月15日 | 歌名 1. 若是你想欲了解我 2. 傘 3. 幸福唱袂煞 ft.郭忠祐 4. 留夢 5. 想欲講出的話 6. 月老 7. 愛你無道理 8. 我不要我不要 9. 孤單一個 10. 抱著你 11. 想欲講出的話 (吉他版) |
| 3. | 《無礙》              | 時代創藝 | 2022年12月8日  | 歌名 1. 我毋知 2. 一工 3. 算 4. 電視屁話冠軍 ft.浩子 5. 無礙 6. 有人咧等我 7. 予我時間 8. 揣無人 9. 食飽袂 10. 你出門了嗎                                             |
| 4. | 《彼秘密》            | 時代創藝 | 2023年11月9日  | 歌名 1. 閣欲等偌久 2. 揣寂寞的心 3. 彼秘密 4. 彼是你的期待 毋是我的人生 5. 若是你 想欲走 6. 一人一支喙 7. 良心予狗咬去 8. 深坑 9. 驕傲的玫瑰 10. Say Yes              |

### 詞曲創作
| 發表日期   | 創作類型     | 歌曲名稱                      | 演唱歌手 | 專輯名稱              | 備註                                          |
| 2017年12月 | 作詞         | 《我想念你歪嘴的笑》          | 蔡家蓁   | 《我想念你歪嘴的笑》  | 詞/與「劉逸達」共同作詞                       |
| 2019年7月  | 作詞、作曲   | 《就算無作伙》                | 蔡家蓁   | 《美．即刻》          | 曲/與「劉逸達」共同作曲                       |
| 2019年7月  | 作曲         | 《起點》                      | 蔡家蓁   | 《美．即刻》          | 曲/與「劉逸達」共同作曲                       |
| 2020年10月 | 作詞、作曲   | 《想欲講出的話》              | 蔡家蓁   | 《若是你 想欲了解我》 |                                               |
| 2020年10月 | 作詞、作曲   | 《我不要我不要》              | 蔡家蓁   | 《若是你 想欲了解我》 | 詞/與「洪於築」共同作詞 曲/與潘偉凡」共同作曲 |
| 2020年10月 | 作詞、作曲   | 《孤單一個》                  | 蔡家蓁   | 《若是你 想欲了解我》 |                                               |
| 2020年10月 | 作詞、作曲   | 《抱著你》                    | 蔡家蓁   | 《若是你 想欲了解我》 |                                               |
| 2022年12月 | 作詞(國語詞) | 《一工》                      | 蔡家蓁   | 《無礙》              |                                               |
| 2022年12月 | 作詞         | 《電視屁話冠軍》              | 蔡家蓁   | 《無礙》              | 詞/與「浩子」共同作詞                         |
| 2022年12月 | 作曲         | 《無礙》                      | 蔡家蓁   | 《無礙》              |                                               |
| 2022年12月 | 作曲、作詞   | 《有人咧等我》                | 蔡家蓁   | 《無礙》              |                                               |
| 2022年12月 | 作詞         | 《予我時間》                  | 蔡家蓁   | 《無礙》              |                                               |
| 2022年12月 | 作曲、作詞   | 《揣無人》                    | 蔡家蓁   | 《無礙》              |                                               |
| 2022年12月 | 作曲、作詞   | 《食飽袂》                    | 蔡家蓁   | 《無礙》              |                                               |
| 2023年11月 | 作詞、作曲   | 《閣欲等偌久》                | 蔡家蓁   | 《彼个秘密》          |                                               |
| 2023年11月 | 作詞、作曲   | 《揣寂寞的心》                | 蔡家蓁   | 《彼个秘密》          | 詞/與「郭宥嵐」共同作詞                       |
| 2023年11月 | 作詞、作曲   | 《彼是你的期待 毋是我的人生》 | 蔡家蓁   | 《彼个秘密》          | 詞/與「郭宥嵐」共同作詞                       |
| 2023年11月 | 作詞         | 《若是你 想欲走》             | 蔡家蓁   | 《彼个秘密》          |                                               |
| 2023年11月 | 作詞         | 《一人一支喙》                | 蔡家蓁   | 《彼个秘密》          | 詞/與「林帟霏，曾瑋中」共同作詞               |
| 2023年11月 | 作詞         | 《深坑》                      | 蔡家蓁   | 《彼个秘密》          | 詞/與「亦辰兒，鍾綺」共同作詞                 |
| 2023年11月 | 作詞         | 《Say Yes》                   | 蔡家蓁   | 《彼个秘密》          | 詞/與「亦辰兒，鍾綺」共同作詞                 |

## 演唱會

### 個人演唱會
|    | 年份   | 日期    | 名稱              | 地點                               |
| 1. | 2015年 | -       | 星塵演唱會        | 北、中、南                         |
| 2. | 2022年 | 2月12日 | 蔡家蓁─粉絲見面會 | 台北 CORNER MAX 大角落多功能展演館 |

合體演唱會
|    | 年分   | 日期              | 名稱                        | 地點                          | 合體歌手                                                                        |
| 1. | 2019年 | 11月9日           | 「她/她」音樂會             | 河岸留言西門紅樓展演館        | 曹雅雯、蔡家蓁                                                                  |
| 2. | 2021年 | 11月27日-11月28日 | 「CHAMPIONS」演唱會         | 台北國際會議中心大會堂        | 郭婷筠、曾瑋中、陳怡婷 、郭忠祐、 杜忻恬、賴慧如、蔡家蓁、彭正、 方雅賢、顏伶安 |
| 3. | 2024年 | 2月25日           | Say yes,why?音樂會          | 後台Backstage Café            | 黃瀞怡                                                                          |
| 4. | 2024年 | 11月15日          | 甲辰年最大科                | 台北市大安區光復南路102號 1樓 | 柯大堡、蔡家蓁                                                                  |
| 5. | 2024年 | 11月16日          | 蕭煌奇 Good Show巡迴 演唱會 | 十鼓文創園區 夢糖劇場         | 蕭煌奇、蔡家蓁                                                                  |

## 評審委員
|    | 年分   | 賽事名稱                     | 評審成員                               |
| 1. | 2023年 | 2023世界金曲閩南語盛典       | 蔡家蓁                                 |
| 2. | 2024年 | 台灣原創流行音樂大獎         | 施文彬、江惠儀、蔡家蓁、紀衍佑         |
| 3. | 2024年 | 國際藝能大賞-總決賽 Run Down | 陳子鴻、林隆璇、包小松、蔡家蓁、卓義峯 |

## 主持
|    | 年份          | 節目名稱                 | 合作搭檔                                           |
| 1. | 2021年-2022年 | Podcast節目《給我5顆星》 | 曾瑋中、蔡家蓁                                     |
| 2. | 2024年        | 超級冰冰Show             | 白冰冰、陽帆、台一線（東諺、阿玟）、蔡家蓁、郭忠祐 |

## 獎項記錄

### 音樂獎項
| 年份 | 屆次                           | 專輯                  | 獎項             | 入圍                  | 結果 |
| 2021 | 第32屆金曲獎                   | 《若是你 想欲了解我》 | 最佳台語女歌手獎 | 《若是你 想欲了解我》 | 提名 |
| 2023 | 第34屆金曲獎                   | 《無礙》              | 最佳台語女歌手獎 | 《無礙》              | 提名 |
| 2024 | 第35屆金曲獎                   | 《彼个秘密》          | 最佳台語女歌手獎 | 《彼个秘密》          | 提名 |
| 2024 | 全球音樂獎 Global Music Awards | 《彼个秘密》          | 最佳女歌手       | 《彼个秘密》          | 銀獎 |
| 2024 | 全球音樂獎 Global Music Awards | 《彼个秘密》          | 最佳MV           | 《彼个秘密》          | 銀獎 |

## 電視劇
| 年份   | 頻道 | 劇名         | 飾演   |
| 2024年 | 民視 | 《愛的榮耀》 | 蔡家蓁 |

## 外部連結
- 蔡家蓁粉絲專頁 （页面存档备份，存于）
- IG：kelly_tsai_
- YT：蔡家蓁 Kelly Tsai （页面存档备份，存于）